# Rete testis
O rete testis é uma rede anastomosada de delicados túbulos localizados no hilo do testículo (mediastinum testis) que transporta espermatozoides dos túbulos seminíferos para os ductos eferentes. É a contrapartida da rete ovarii nas mulheres. Sua função é fornecer um local para a reabsorção de fluidos.

## Estrutura

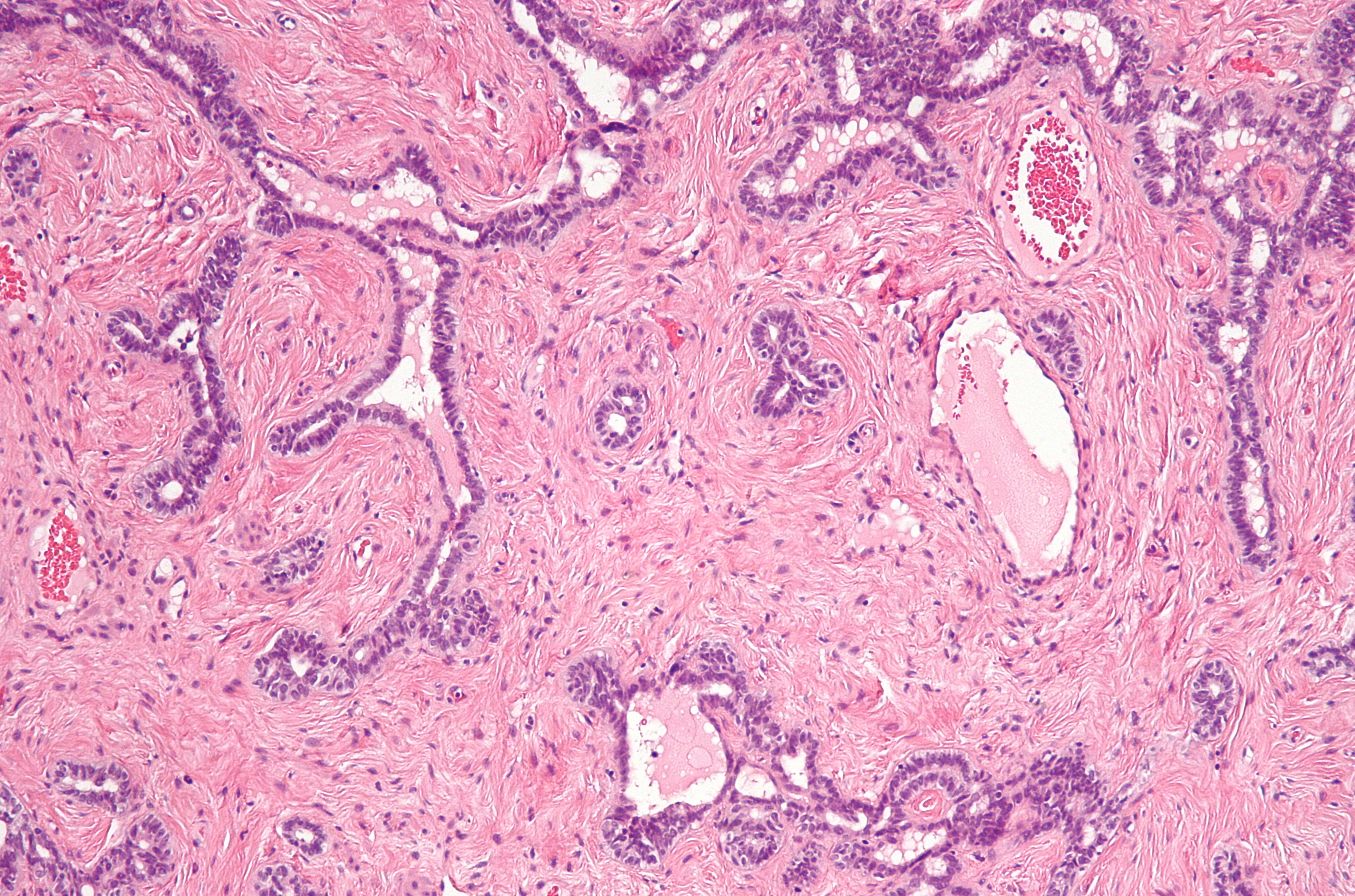
Micrografia do rete testis. Mancha H&E.

O rete testis é a rede de túbulos interconectados onde os túbulos seminíferos retos (a parte terminal dos túbulos seminíferos) estão vazios. Está localizado dentro de um tecido conjuntivo altamente vascular no mediastino do testículo. As células epiteliais formam uma única camada que reveste a superfície interna dos túbulos. Essas células são cuboides, com microvilosidades e um único cílio em sua superfície.

### Desenvolvimento
No desenvolvimento dos órgãos urinários e reprodutivos, o testículo é desenvolvido da mesma maneira que o ovário, originando-se do mesotélio e dos mesonefros. Como o ovário, em seus estágios iniciais, consiste em uma massa central coberta por um epitélio de superfície. Na massa central, uma série de cordões aparece. Esses cordões correm juntos em direção ao hilo futuro e formam uma rede que finalmente se torna o rete testis.

## Função
Parece que a função do rete testis é misturar os espermatozoides à medida que saem dos túbulos seminíferos. Os espermatozoides deixam os túbulos seminíferos nas secreções diluídas das células de Sertoli. O rete testis modifica os fluidos do lúmen com uma quantidade limitada de secreção e reabsorção, mas sua função primária é misturar e transportar o espermatozoide para os dutos eferentes, onde a principal função é a reabsorção de cerca de 95% do fluido, o que aumenta a concentração de esperma antes de entrar no epidídimo.

## Significado clínico
Ectasia tubular do Rete é um distúrbio do rete testis caracterizado por múltiplos cistos benignos.

## Etimologia
O nome para a estrutura vem do Neolatim, que significa simplesmente "rede do testículo".

## Imagens adicionais

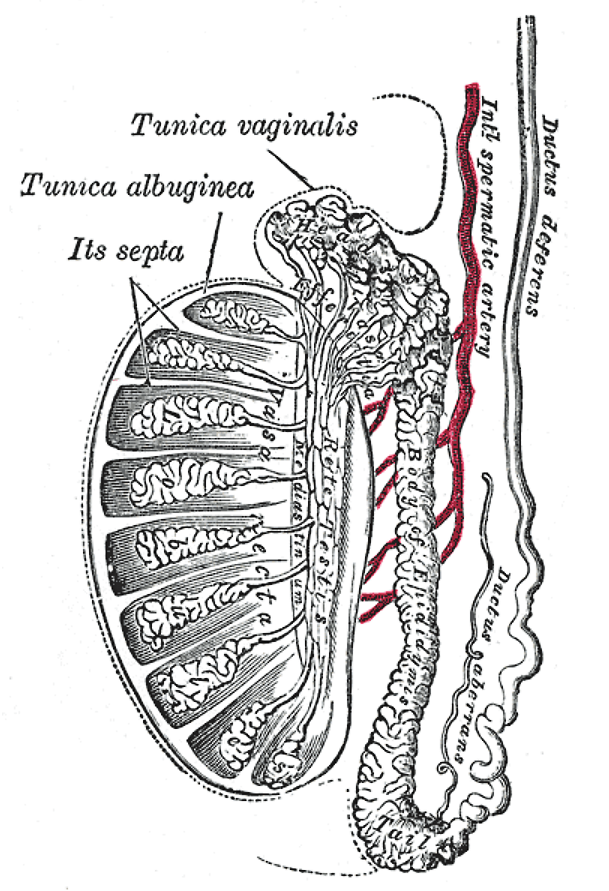
Seção vertical do testículo, para mostrar o arranjo dos dutos.
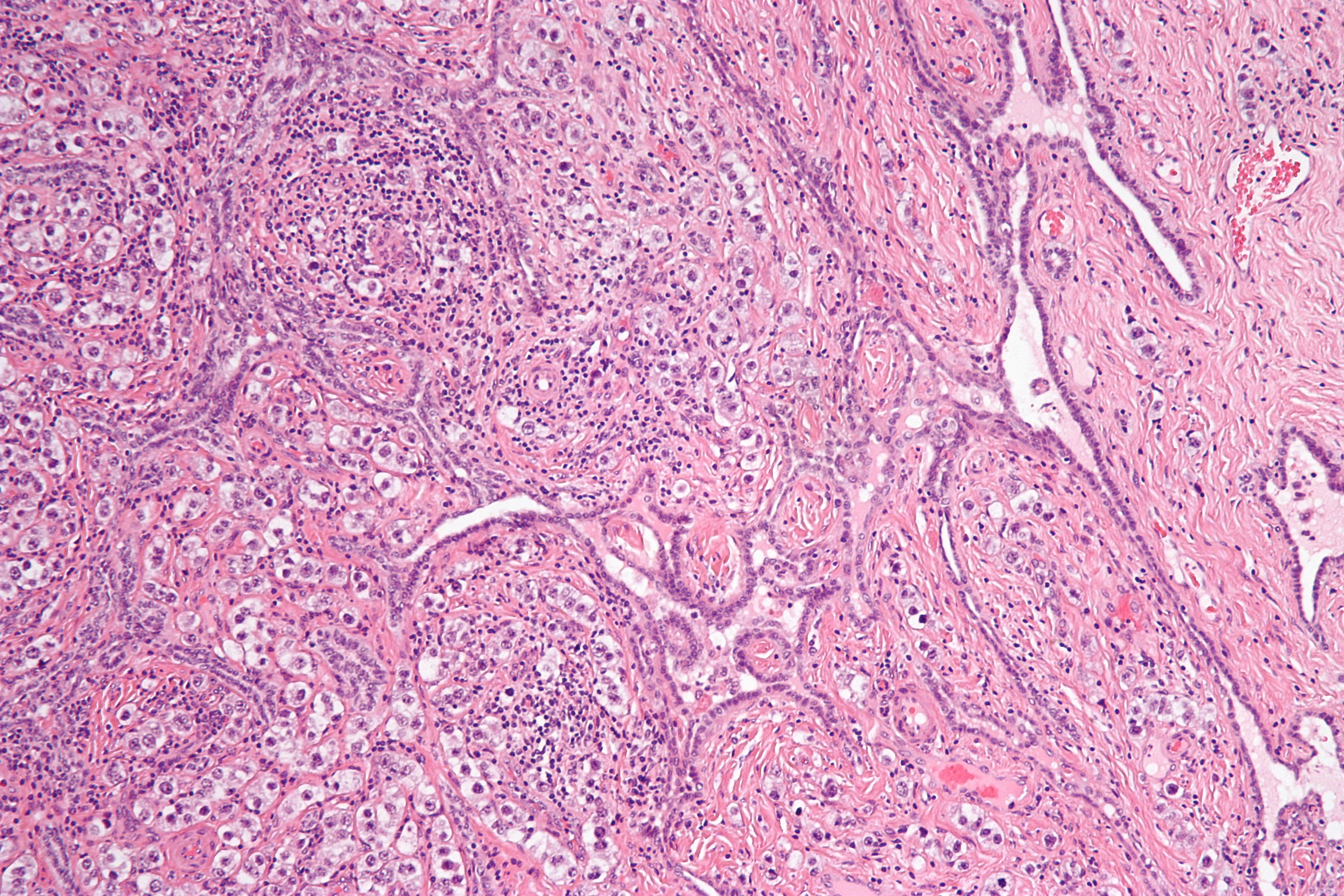
Micrografia do rete testis envolvida por seminoma. Mancha de H&E.
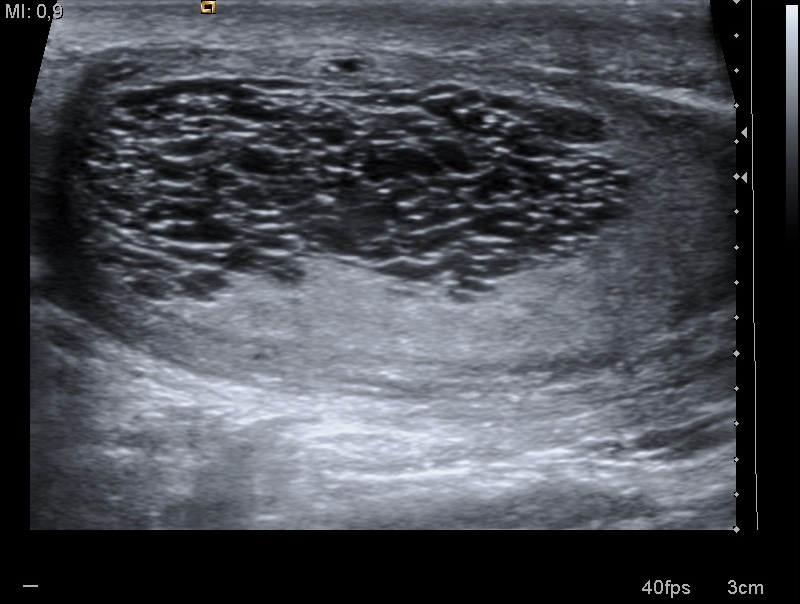
Ectasia tubular do rete testis